# گوردون فاولر
گوردون فاولر (انگلیسی: Gordon Fowler; ۴ ژانویهٔ ۱۸۹۹ – ۳۰ ژوئن ۱۹۷۵) قایقران، و قایقران قایق بادبانی اهل بریتانیا بود.